# Copa Primera 2020
La Copa Primera 2020 fue la segunda edición de dicha competición nicaragüense contando con la participación de los equipos de Primera y de Segunda División.

## Sistema de competición

### Participantes
Participan 32 equipos: los 10 de Liga Primera y los 22 de Segunda División.

### Rondas eliminatorias
Se disputan las eliminatorias a doble partido (dieciseisavos, octavos, cuartos y semifinales), mientras que la final se juega a partido único.

## Participantes
Participan los diez equipos de Liga Primera y 22 de Segunda División.
Se muestran en negrita los equipos que aún permanecen en la competición.
| 1.ª División | 2.ª División |
| --- | --- |
| Managua FC Real Estelí FC CD Walter Ferretti Real Madriz FC Diriangén FC Juventus FC ART Jalapa Chinandega FC CD Ocotal CD Las Sabanas | Deportivo Masaya Matiguás FC UNAN FC Real Xolotlán Río Blanco América JDE Masatepe Pirux FC FC Gutiérrez Mina Limón Metrostar CD Junior FC Bravos Primavera Lianziur Rivas H&H Export Sébaco FC CS Municipal FC Estelí Chichigalpa FC Atlético Somotillo Sapoá Cárdenas FC Rancho Santana FC Brumas Génesis Rivas |

## Calendario
| Ronda                  | Fechas                   | Eliminatorias | Clubes  |
| ---------------------- | ------------------------ | ------------- | ------- |
| Dieciseisavos de final | 12 de febrero de 2020    | 16            | 32 → 16 |
| Dieciseisavos de final | 19 de febrero de 2020    | 16            | 32 → 16 |
| Octavos de final       | 4 de marzo de 2020       | 8             | 16 → 8  |
| Octavos de final       | 11 de marzo de 2020      | 8             | 16 → 8  |
| Cuartos de final       | 2 de septiembre de 2020  | 4             | 8 → 4   |
| Cuartos de final       | 9 de septiembre de 2020  | 4             | 8 → 4   |
| Semifinales            | 16 de septiembre de 2020 | 2             | 4 → 2   |
| Semifinales            | 23 de septiembre de 2020 | 2             | 4 → 2   |
| Final                  | 14 de octubre de 2020    | 1             | 2 → 1   |

## Resultados

### Dieciseisavos de final
| Fechas             | Local en la ida     | Global   | Local en la vuelta | Ida | Vuelta |
| ------------------ | ------------------- | -------- | ------------------ | --- | ------ |
| 12 y 19 de febrero | Metrostar           | 3:1      | Deportivo Masaya   | 0:0 | 3:1    |
| 12 y 19 de febrero | Mina Limón          | 1:8      | Juventus FC        | 1:2 | 0:6    |
| 12 y 19 de febrero | FC Brumas           | 1:12     | Managua FC         | 1:2 | 0:10   |
| 12 y 19 de febrero | H&H Sport           | 2:4      | CD Walter Ferretti | 2:1 | 0:3    |
| 12 y 19 de febrero | Real Xolotlán       | 2:3      | ART Jalapa         | 1:1 | 1:2    |
| 12 y 19 de febrero | Matiguás            | 2:3      | Real Madriz FC     | 1:0 | 1:3    |
| 12 y 19 de febrero | Rio Blanco          | (p.) 1:1 | FC Gutiérrez       | 1:0 | 0:1    |
| 12 y 19 de febrero | Atlético Somotillo  | 3:1      | Rancho Santana     | 2:1 | 1:0    |
| 12 y 19 de febrero | Lianziur Rivas      | 0:12     | Real Estelí FC     | 0:2 | 0:10   |
| 12 y 19 de febrero | FC Bravos Primavera | 1:3      | Chinandega FC      | 1:2 | 0:1    |
| 12 y 19 de febrero | América JDE         | 5:4      | Masatepe Pirux FC  | 3:3 | 2:1    |
| 12 y 19 de febrero | Génesis Rivas       | 0:3      | CD Ocotal          | 0:1 | 0:2    |
| 12 y 19 de febrero | CD Junior           | 2:0      | CD Las Sabanas     | 2:0 | 0:0    |
| 12 y 19 de febrero | Chichigalpa FC      | 0:4      | UNAN FC            | 0:1 | 0:3    |
| 13 y 19 de febrero | CS Municipal        | 10:2     | Sapoá Cárdenas FC  | 4:0 | 6:2    |
| 13 y 19 de febrero | FC Estelí           | 3:6      | Diriangén FC       | 1:2 | 2:4    |

### Octavos de final
| Fechas          | Local en la ida    | Global     | Local en la vuelta | Ida | Vuelta |
| --------------- | ------------------ | ---------- | ------------------ | --- | ------ |
| 4 y 11 de marzo | CS Municipal       | 3:7        | Real Estelí FC     | 3:3 | 0:4    |
| 4 y 11 de marzo | Río Blanco         | 3:7        | Diriangén FC       | 1:4 | 2:3    |
| 4 y 11 de marzo | Metrostar          | 3:7        | Managua FC         | 3:2 | 0:5    |
| 4 y 11 de marzo | Atlético Somotillo | 2:1        | CD Ocotal          | 1:0 | 1:1    |
| 4 y 11 de marzo | América JDE        | 2:3        | Chinandega FC      | 2:0 | 0:3    |
| 4 y 11 de marzo | Real Madriz FC     | 4:7        | UNAN FC            | 3:2 | 1:5    |
| 4 y 11 de marzo | CD Walter Ferretti | 1:2        | CD Junior          | 0:1 | 1:1    |
| 4 y 11 de marzo | ART Jalapa         | (g.v.) 3:3 | Juventus FC        | 2:0 | 1:3    |

### Cuartos de final
| Fechas              | Local en la ida    | Global     | Local en la vuelta | Ida | Vuelta |
| ------------------- | ------------------ | ---------- | ------------------ | --- | ------ |
| 2 y 9 de septiembre | Atlético Somotillo | (g.v.) 3:3 | CD Junior          | 1:1 | 2:2    |
| 2 y 9 de septiembre | Chinandega FC      | 0:4        | Managua FC         | 0:0 | 0:4    |
| 2 y 9 de septiembre | ART Jalapa         | 6:1        | UNAN FC            | 3:0 | 3:1    |
| 2 y 9 de septiembre | Real Estelí FC     | 1:2        | Diriangén FC       | 1:0 | 0:2    |

### Semifinales
| Fechas                | Local en la ida    | Global | Local en la vuelta | Ida | Vuelta |
| --------------------- | ------------------ | ------ | ------------------ | --- | ------ |
| 16 y 23 de septiembre | Atlético Somotillo | 1:2    | Managua FC         | 1:1 | 0:1    |
| 16 y 23 de septiembre | Diriangén FC       | 3:1    | ART Jalapa         | 2:1 | 1:0    |

### Final
| 14 de octubre de 2020 | Managua FC | 0:1     | Diriangén FC | Estadio Nacional, Managua |             |
| 22:00                 |            | Reporte |              | Árbitro(s):               | Árbitro(s): |

### Campeón
| Bandera del departamento de Carazo |
| Campeón Diriangén FC               |
| 1.° título                         |

## Goleadores
- Actualizado el 14 de octubre de 2020.

| Pos. | Posición | Jugador       | Equipo         | Goles |
| ---- | -------- | ------------- | -------------- | ----- |
| 1.º  |          | José Laurerio | Diriangén FC   | 6     |
| 2.º  |          | Erick Ávila   | CS Municipal   | 5     |
| 3.º  |          | Brandon Arana | UNAN Managua   | 4     |
| 3.º  |          | Luis Galeano  | ART Jalapa     | 4     |
| 3.º  |          | Taufic Guarch | Real Estelí FC | 4     |